# Thomas Gottschalk
Thomas Gottschalk (Bamberg, 18 mei 1950) is een Duitse radio- en televisiepresentator en acteur.

## Televisie
Hij werd vooral bekend als de presentator van het Duitse tv-amusementsprogramma Wetten, dass..?, dat hij van september 1987 tot september 1992, van november 1993 tot december 2011 en van 2021-2023 presenteerde. Van 1992 tot 1995 had hij zijn eigen talkshow Gottschalk Late Night bij RTL Television. In 2012 presenteerde hij de talkshow Gottschalk Live bij de ARD.

## Als presentator
- 1976–1979: Szene, Das Erste
- 1977–1981: Telespiele, Das Erste
- 1978–1979: 18-19-Musik, BR Fernsehen
- 1979–1980: Deutsche Vorentscheidung zum ESC, BR Fernsehen
- 1980–1983: Pop Stop, BR Fernsehen
- 1981: Stars in der Manege, Das Erste
- 1982–1984: Thommys Pop Show, ZDF
- 1982–1987: Na sowas!, ZDF
- 1987–1992, 1994–2011, 2021–2023: Wetten, dass..?, ZDF
- 1989–1991: Die 2 im Zweiten, ZDF
- 1990–1992: Gottschalk, RTL
- 1992–1995: Gottschalk Late Night, RTL
- 1992–1995, 1999, 2003–2008, 2015–2016: Goldene Kamera, ZDF
- 1992–1996, 1999–2000: Disney Filmparade, RTL
- 1992–1997: Let’s Have a Party, ZDF
- 1995–1997: Gottschalks Hausparty, Sat.1
- 1997–1998: Die lange Kulmbacher Filmnacht, Sat.1
- 1996–2000: Kinder Wetten, dass..?, ZDF
- 1998–2000: Gottschalk kommt, Sat.1
- 1999: Michael Jackson & Friends, ZDF
- 2000: Gottschalks TV-Welt, ZDF
- 2001–2011: Ein Herz für Kinder, ZDF
- 2002–2004: Gottschalk America, ZDF
- 2004, 2008: Deutscher Fernsehpreis, ZDF
- 2004: Gottschalks große Benimm-Show, ZDF
- 2004: 50 Jahre Rock, ZDF
- 2004–2005: Gottschalk zieht ein!, ZDF
- 2005: Gottschalk & Friends, ZDF
- 2005: Gottschalks großer Bibeltest, ZDF
- 2007–2011: Gottschalks Filmkolumne – Ich liebe Kino!, Tele 5
- 2009–2010: Menschen, ZDF
- 2009–2011: Gottschalks Classics, Tele 5
- 2010: Die Nacht mit Thomas Gottschalk und Anna Bosch, Tele 5
- 2010–2011, 2016–2017: Echo Klassik, ZDF
- 2012: Gottschalk Live, Das Erste
- 2012, 2021 (een halve-finale-Show): Das Supertalent, RTL – als jurylid
- 2013–2017: Die 2 – Gottschalk & Jauch gegen alle, RTL
- 2014: 30 Jahre RTL – Die große Jubiläumsshow, RTL
- 2014: 60 Jahre Rock & Pop, RTL
- 2014–2015: Back to School – Gottschalks großes Klassentreffen, RTL
- 2015: Herbstblond – Gottschalks große Geburtstagsparty, RTL
- 2015: 40 Jahre Musikvideos, RTL
- 2016–2017: Mensch Gottschalk – Das bewegt Deutschland, RTL
- 2016: Gysi und Gottschalk – Der n-tv Jahresrückblick, n-tv
- 2017: Little Big Stars, Sat.1
- 2017: Nena – Nichts versäumt
- sinds 2018: Denn sie wissen nicht, was passiert, RTL
- 2018: Ich weiß alles!, Das Erste – als expert voor The Beatles
- 2018: Gottschalks große 68er Show, ZDF
- 2018–2020: Opus Klassik, ZDF
- 2018, 2020: Das ARD-Silvesterkonzert, Das Erste
- 2019: Der Vertretungslehrer, VOX
- 2019: Gottschalk liest?, BR Fernsehen
- 2019: 50 Jahre ZDF-Hitparade, ZDF
- 2019: Gottschalks große 80er Show, ZDF
- 2020: Die Quarantäne-WG, RTL
- 2020: Happy Birthday, Thomas Gottschalk!, ZDF
- 2020: 2020 – Gottschalk holt’s nach, Das Erste
- 2021: Wer stiehlt mir die Show?, ProSieben
- 2021: Deutschland sucht den Superstar, beide finale-shows (seizoen 18), RTL – als jurylid
- 2021: Gottschalk feiert: Nochmal 18! Der große Promigeburtstag, SWR Fernsehen
- 2021: Goldene Note by Leona König, ORF 2
- 2021: 50 Jahre ZDF-Hitparade – Die Zugabe, ZDF
- 2021: Gottschalks große 90er Show, ZDF
- 2022: Schickeria – Als München noch sexy war, Prime Video
- 2022: Menschen, Bilder, Emotionen, RTL
- 2022: Die Passion, RTL
- 2022: Die Puppenstars, RTL
- 2023: Disney100 – Die große Jubiläumsshow, RTL

## Filmografie
- 1978: Summer Night Fever

- 1981: Piratensender Powerplay
- 1981: Sesamstraße (gastrol)
- 1983: Bolero
- 1983: Monaco Franze - Der ewige Stenz
- 1983: Die Supernasen
- 1984: Zwei Nasen tanken Super
- 1984: Mama Mia – Nur keine Panik
- 1985: Oliver Mass (als radiopresentator)
- 1985: Big Mäc - Heiße oven in Afrika
- 1985: Die Einsteiger
- 1985: Seitenstechen
- 1986: Miko - aus der Gosse zu den Sternen
- 1987: Lovable zanies (Duitse titel: Zärtliche Chaoten)
- 1988: Lovable zanies II
- 1989: Look Who's Talking (stem voor Mickey)
- 1990: Look Who's Talking Too (stem voor Mickey)
- 1990: Think Big
- 1990: Harry and Harriette (Duitse titel: Eine Frau namens Harry)
- 1991: Keep On Running (cameo)
- 1991: Driving me crazy (Duitse titel: Trabbi goes to Hollywood)
- 1992: Ring of musketeers
- 1993: Sister Act 2: Back in the Habit
- 1994: Weihnachten mit Willy Wuff (stem voor Dicker)
- 1998: Frühstück mit Einstein
- 1999: Late Show
- 2002: Joe & Max (producent)
- 2004: Garfield - Der Film (stem voor Garfield)
- 2007: Meet the Robinsons (stem voor Cornelius Robinson)
- 2008: 1½ Knights – In Search of the Ravishing Princess Herzelinde
- 2009: Sturm der Liebe (aflevering 895)
- 2009: Das Traumschiff (aflevering 60)
- 2011: Zookeeper
- 2012: Hubert und Staller (aflevering 15)
- 2022: Minions: The Rise of Gru (stem voor wilde bottenbreker)

## Persoonlijk/Privé
Thomas Gottschalk was van 1976 tot 2019 getrouwd met de Duitse actrice Thea Hauer (1945), met wie hij sinds 1982 een zoon heeft. Het gezin woonde destijds in het Beierse Weßling, maar verhuisde rond 1995 naar Malibu in Californië, waar hun woning bij een bosbrand in 2018 werd verwoest. Eerder al waren Gottschalk en zijn vrouw teruggekeerd naar Duitsland en woonden zij sinds 2006 in Schloss Marienfels in Remagen aan de Rijn. Na zijn scheiding woont hij, met zijn nieuwe levenspartner Karina Mroß, sinds 2019 in Baden-Baden.
In 2005 kwam Gottschalks naam in het Guinness Book of Records als langst spelende soloacteur in een reclamespot. Dit deed hij sinds 1991 in de reclame voor Haribo. Hij heeft een broer genaamd Christoph Gottschalk en jongere zuster genaamd Raphaela Ackermann. In november 2008 won hij in Wer wird Millionär?, de Duitse versie van Who Wants to Be a Millionaire?, een miljoen euro voor het goede doel.
- Biblioteca Nacional de España: XX4940244
- Gemeinsame Normdatei: 119082241
- International Standard Name Identifier: 0000 0000 7827 2074
- Library of Congress Control Number: no2004112665
- MusicBrainz: 977d8c68-3a67-4c62-ba5d-990c25cb64a2
- Nationale Bibliotheek van Polen: a0000003422879
- Système universitaire de documentation: 089050770
- Virtual International Authority File: 120166661
- WorldCat: E39PBJg8K4Qv4xw7kJRbbXcwYP